# Чурилин, Владимир Иванович
Влади́мир Ива́нович Чури́лин (10 февраля 1955, Цыганка, Курская область — 6 апреля 2003, Магнитогорск) — российский поэт, автор двух посмертно изданных книг.

## Биография
Владимир Чурилин родился 10 февраля 1955 года в деревне Цыганка Курской области.
В 1957 году семья переехала в Магнитогорск.
После окончания средней школы служил в морской пехоте на Дальнем Востоке, затем учился в Магнитогорском горно-металлургическом институте.
В начале 1970-х годов, сразу после прихода в литературное объединение имени Б. Ручьёва, начал публиковаться в местной прессе.
Первая публикация состоялась 17 апреля 1971 года в газете «Магнитогорский рабочий».
Учился в Литературном институте им. А. М. Горького, не окончил его.
Чурилин умер 6 апреля 2003 в Магнитогорске после тяжёлой и продолжительной болезни. Похоронен на Правобережном кладбище.
В 2005 году состоялся выход из печати двух поэтических книг Владимира Чурилина. Усилиями его семьи и друзей в Магнитогорском доме печати издана объёмная, 300-страничная книга, куда вошли его стихи и поэма «Память», а в издательстве «Алкион» в серии «Литература Магнитки. Избранное» вышла книга избранных стихов поэта «Исповедь».

## Критика
В предисловии к книге "Исповедь " — эссе «Душа обетованная» Александр Ерофеев, писал: «Талантливый и незаурядный поэт, он чуть ли не сознательно стремился к некоей „незавершённости“ своих трудов. Ибо поэтический рост, рост духовный требует непрерывного самообновления жизни, переоткрытия мира, которые для литератора почти невозможны без такой „малости“, как издание книги… Впрочем, теперь мне всё больше думается, что эта „незавершённость“ была не только глубинным свойством его натуры, но и своеобразным творческим методом, который помогает привести к необходимому единству язык поэта и его самосознание, помогает отыскать в хаосе речи тот наиважнейший словесный нюанс, что определяет жизнь и смерть стихотворения…»

## Литературная деятельность
По своей поэтической сути Владимир Чурилин был глубоко лирическим поэтом, близким по духу Павлу Васильеву[уточнить]. Своими литературными наставниками он считал Бориса Ручьёва и Нину Кондратковскую. Его стихи всегда были крепкими по стилю и технически совершенными. Будучи в быту человеком необузданной страсти и абсолютной раскрепощённости, в минуты творчества Чурилин всегда был собран и сосредоточен. Произведения Чурилина часто печатались в областной и центральной прессе (свыше 50 публикаций только в газетах Магнитогорска и Челябинска), а также в толстых литературных журналах и альманахах. Он являлся участником многих семинаров и совещаний по литературному творчеству.

### Поэма
- «Память» (1981—1984)

### Циклы стихов
- …А этот вот угол — наш
- Да, он плачет. За всех. Перед Богом
- Исповедь
- Линия жизни
- Навечно в строю
- Непонятный человек
- Первый рубеж
- …Русским и уйду!
- Снегурочка
- Я живу

### Книги
1. 2005 — Слишком медленно движется время (стихотворения и поэма). — Магнитогорск, Магнитогорский дом печати, 308 с. Редактор: В. Цыганков. Составитель: А. Павлов. Тираж: 1000 экз. ISBN 5-7114-0272-2[2]
2. 2005 — Исповедь (стихотворения). — Магнитогорск, «Алкион», 64 с. Редактор: Н. Якшин. Тираж: 500 экз. Серия «Литература Магнитки. Избранное» (выпуск 4)[2].

### Публикации

#### В альманахах и коллективных сборниках
1. Стихи. — Круг зари. — Челябинск, Южно-Уральское книжное издательство, 1977, с. 102.
2. Стихи. — Каменный пояс. — Челябинск, 1981, с. 137—138.
3. Стихи. — Рабочее созвездие. — Челябинск, 1981, с. 143.
4. Стихи. — Каменный пояс. — Челябинск, 1982, с. 129—132.
5. Стихи. — Светунец. — Челябинск, 1982, с. 129—132.
6. Стихи. — Гроздья рябины. — Москва, 1984, с. 16.
7. Стихи. — Весенние голоса. — Москва, 1985, с. 408.
8. Стихи. — «Южный Урал» (Челябинск), 2004, № 3, с. 267—268.
9. Стихи. — В кругу откровений (коллективный сборник литобъединения «Магнит»). — Магнитогорск, «Алкион», 2004, книга 1, с. 6—13.
10. Стихи. — Глашатаи Магнит-горы Next. — Магнитогорск, 2009, с. 53—61.

#### В журналах и газетах
1. Стихи. — «Уральская новь» (Свердловск), 1979, № 6, с. 13.
2. Стихи. — «Новый мир» (Москва), 1980, № 8, с. 118.
3. Стихи. — «Уральский следопыт» (Свердловск), 1980, № 9, с. 34.
4. Стихи. — «Уральский следопыт» (Свердловск), 1981, № 2, с. 53.
5. Стихи. — «Магнитогорский рабочий», 7 июня 1997, с. 14.
6. Стихи. — «Берег А» (Магнитогорск), 2004, № 1, с. 179—193.
7. Стихи. — «Вестник Российской литературы» (Москва), 2005, № 2—3, с. 147—148.
8. Поэт плачет за всех перед Богом (стихи). — «Юность» (Москва), 2006, № 5. — Веб-ссылка
9. Стихи. — «Вестник Российской литературы» (Москва), 2007, № 8—9, с. 234—235.
10. Родная планета (стихи). — «Магнитогорский металл», 5 апреля 2008, с. 12.
11. «Слишком много на свете сирот…» (стихи). — «Магнитогорский металл», 5 апреля 2009, с. 12. — Веб-ссылка